# 쿄후시마다

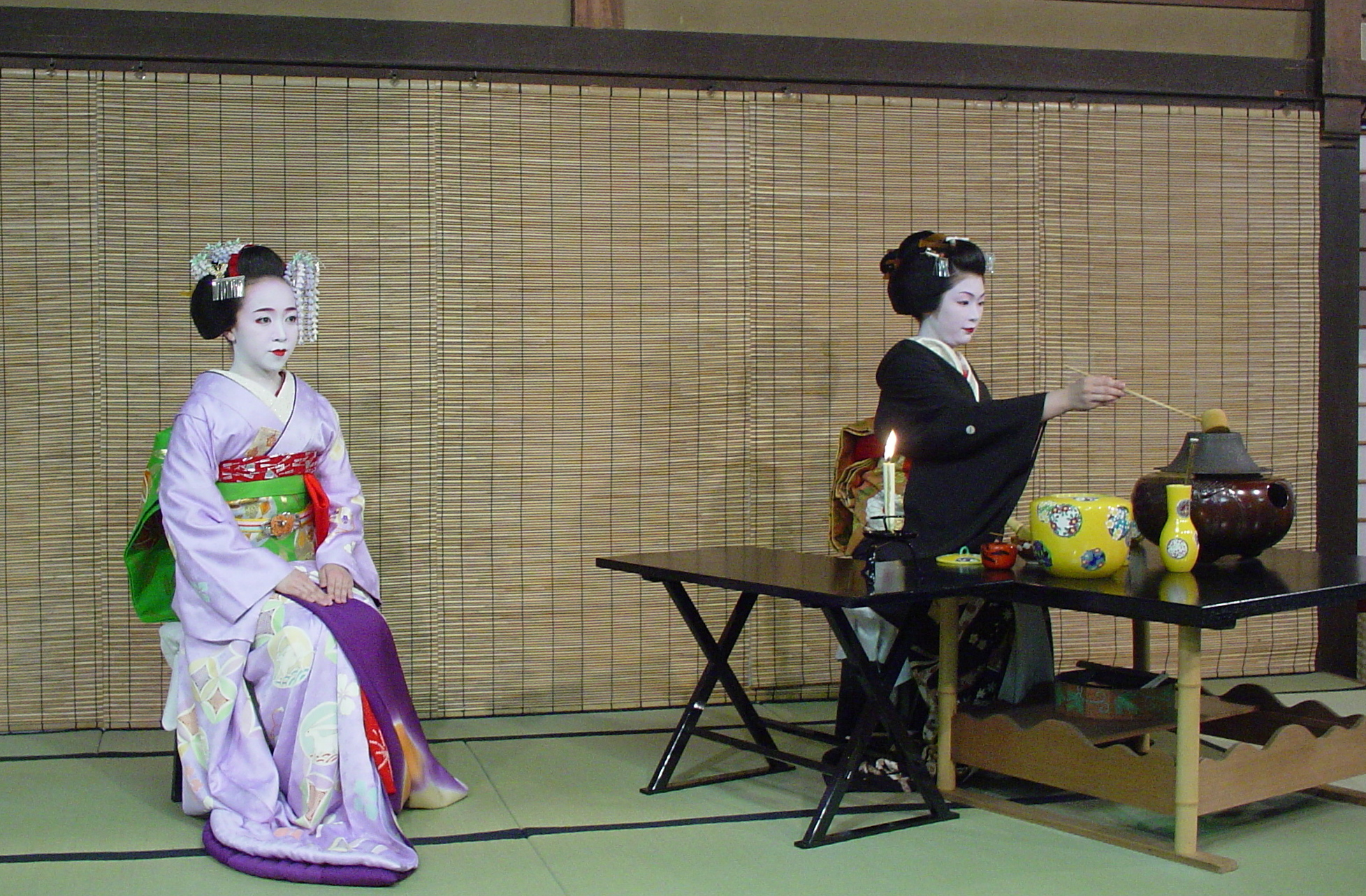
미야코오도리의 다석(茶席), 오른쪽이 쿄후시마다를 한 게이샤

쿄후시마다(일본어: 京風島田 きょうふうしまだ[*])는 게이샤가 묶는 시마다마게의 한 종류이다.
게이샤가 묶는 에도풍 쿠즈시시마다가 아니라 나게시마다의 바리에이션에 해당한다.
다이쇼 무렵까지는 잘 묶인 스타일이지만, 현재는 나가지반(長襦袢)의 옷깃을 돌려 검은색의 다섯개 문양이 그려진 몬츠키를 착용, 쥬바코라고 하는 오비매듭을 하고, 깔끔하게 차려입은 게이샤가, 미야코오도리ㆍ카모가와오도리ㆍ키타노오도리 등의 각 카가이의 오챠세키에서 타테마에를 할때나, 미야코오도리 등의 카미가타마이 무대에서 묶는 머리이다.
교토의 게이샤는 1950년대 무렵까지는, 본인의 머리칼을 이용하여 마게를 올렸으나, 1960년대 중반에는 가발을 쓰는 사람과, 본인 머리칼을 사용하는 사람이 서로 맞섰고, 그 후 모두 가발, 그것도 에도풍에 빈이 옆으로 붙인 가발이 되어갔다. 
하지만, 현재에도, 이 쿄후시마다를 묶을 때만은, 본인 머리칼을 이용하고 있다.

## 특징
"나게시마다(投げ島田)"의 일종이기 때문에, 다른 시마다에 비해, 마게가 수직에 가깝고, 뒷부분이 크게 돌출되어 있는 것이 특징이다.
머리장식은 마게의 모근에 은빛 타케나가를 붙이고, 대모갑 빗, 코가이 한 묶음과, 비취 등 옥비녀 네자시, 꽃 한두개만을 꽂는 것이, 마이코보다 수수한 꽃모양 칸자시 등 차분하고 윤기나는 인상이다.